# Micreumenes natalensis
Micreumenes natalensis är en stekelart som först beskrevs av Henri Saussure 1855.  Micreumenes natalensis ingår i släktet Micreumenes och familjen Eumenidae. Inga underarter finns listade i Catalogue of Life.